# Радомін (гміна)
Гміна Радомін (пол. Gmina Radomin) — сільська гміна у північній Польщі. Належить до Ґолюбсько-Добжинського повіту Куявсько-Поморського воєводства.
Станом на 31 грудня 2011 у гміні проживало 3991 особа.

## Площа
Згідно з даними за 2007 рік площа гміни становила 80.77 км², у тому числі:
- орні землі: 85.00%
- ліси: 8.00%

Таким чином, площа гміни становить 13.18% площі повіту.

## Населення
Станом на 31 грудня 2011:
| Опис     | Загалом | Загалом | Чоловіки | Чоловіки | Жінки | Жінки |
| -------- | ------- | ------- | -------- | -------- | ----- | ----- |
| одиниця  | осіб    | %       | осіб     | %        | осіб  | %     |
| все      | 3991    | 100     | 2006     | 50.26    | 1985  | 49.74 |
| міське   | 0       | 100     | 0        |          | 0     |       |
| сільське | 3991    | 100     | 2006     | 50.26    | 1985  | 49.74 |

## Сусідні гміни
Гміна Радомін межує з такими гмінами: Бжузе, Ґолюб-Добжинь, Вомпельськ, Збуйно.